# Готен
Готен е най-високият връх на Софийска планина, дял от Стара планина. Височината му е 1294,3 m.

## Маршрути
Върхът се достига по черен път от квартал Сеславци. Преди билото пътят прави множество серпентини покрай други черни пътища и пътеки. По билния път има маркировка за връх Мургаш. По пътека се отклонява за връх Илчина могила. Малко преди останките на профилакториума има отклонение за връх Готен. За около 10 минути се достига върхът. В ясно време се откроява гледка. Към Бухово се спуска по пътека. При разклона за връх Мургаш се разкрива гледка към София на преден план и металургичния комбинат „Кремиковци“.
Връх Готен може да се достигне и от гр. Бухово, до който достига и автобусна линия на градския транспорт на София. Пътеката тръгва от асфалтовото трасе за картинг в северната част на града. Отначало е коларски (земен) път, който скоро се сменя със стръмна пътека (вляво от пътя) покрай изкуствена борова гора. През по-голямата си част пътеката е стръмна и камениста, но на 200 м пред върха се открива прекрасна панорамна гледка към цялото Софийско поле и Витоша. Виждат се и Рила, Люлин, другите дялове на Средна Стара планина, Любаш, Стража, Гребен и други планини от Краището. Горите са от обикновен габър (Carpinus betulus), насаждения от бял бор (Pinus sylvestris) и акация, а по откритите части има трънки, шипки, глог и др. От тревистите растения рано напролет има жълти иглики (Primula officinalis), обикновена съсенка (Anemone pulsatilla), гарвански лук (Ornithogalum umbellatum), орхидеи, трицветна теменуга (Viola tricolor). Районът се обитава от зайци, лисици, гарвани, обикновени мишелови, както и сойки, скорци, дроздове и други птици. 